# Cantó de La Trimouille
El cantó de La Trimouille és un cantó francès del departament de la Viena, situat al districte de Montmorillon. Té 8 municipis i el cap és La Trimouille.

## Municipis
- Brigueil-le-Chantre
- Coulonges
- Haims
- Journet
- Liglet
- Saint-Léomer
- Thollet
- La Trimouille

## Història
| Data d'elecció                           | Identitat           | Partit        | Qualitat |
| ---------------------------------------- | ------------------- | ------------- | -------- |
| 1945-1949                                | M. Resquier         | PCF           |          |
| 1949-1955                                | M. Girot            | Divers droite |          |
| 1955-1975                                | Claude Peyret       | UDR           |          |
| 1975-1992                                | Jean-Pierre Gilbert | UDF-PR        |          |
| 1992-1998                                | Hervé Vallet        | app. PS       |          |
| 1998-2004                                | Georges Keraudren   | Divers droite |          |
| 2004-                                    | Hervé Vallet        | Divers droite |          |
| les dades anteriors no són pas conegudes |                     |               |          |
|                                          |                     |               |          |

## Demografia
| A partir de 1990: Població sense dobles comptes |